# Ylva Ekblad
Ylva Ekblad, född 2 februari 1961 i Korsholm, är en finlandssvensk skådespelare. 
Ekblad har varit verksam bland annat vid Wasa Teater och har även regisserat Malaxrevyn tre år i rad.
Hon är syster till skådespelaren Stina Ekblad. 
Ekblad var Vegas sommarpratare år 2011. 

## Filmografi (urval)
- 1984 – Dirty Story
- 1985 – August Strindberg ett liv (TV)
- 1994 – Småstadsberättelser. Prästen
- 2004 – Ystäväni Henry
- 2006 – Shakespeare i skären
- 2007 – Colorado Avenue
- 2010 – Avsked (TV)
- 2013 – Inte flera mord

## Teater

### Roller (ej komplett)
| År   | Roll                                            | Produktion                         | Regi              | Teater                       |
| ---- | ----------------------------------------------- | ---------------------------------- | ----------------- | ---------------------------- |
| 2012 | Damen                                           | Till Damaskus August Strindberg    | Karl Dunér        | Dramaten                     |
| 2013 | Sonja                                           | Som löven i Vallombrosa Lars Norén | Vibeke Bjelke     | Dramaten                     |
| 2015 | Hanna Kennedy Paulet Mortimer Burleigh Elisabet | Maria Stuart Friedrich Schiller    | Peter Konwitschny | Dramaten                     |
| 2017 | Tove Jansson                                    | Tove Lucas Svensson                | Fiikka Forsman    | Svenska Teatern, Helsingfors |